# Anemopaegma prostratum
Anemopaegma prostratum là một loài thực vật có hoa trong họ Chùm ớt. Loài này được DC. mô tả khoa học đầu tiên năm 1845.